# Kimberleyhoningeter
De kimberleyhoningeter (Territornis fordiana) is een endemische vogel uit het noorden van Australië. Dit taxon werd in 1989 door de Australische vogelkundige Richard Schrodde geldig beschreven als een ondersoort van de witbaardhoningeter. 

## Beschrijving
Het verspreidingsgebied van deze honingeter is klein met alleen een populatie in Kimberley. Het leefgebied is struikgewas of bosjes met bloeiende Eucalyptus rond waterlopen en bronnen.

## Status
De grootte van de populatie is niet gekwantificeerd maar de soort wordt omschreven als algemeen. Op de Rode lijst van de IUCN heeft deze soort de status niet bedreigd.